# Julius Bissier
Julius Bissier, nome completo Julius Heinrich Bissier (Friburgo in Brisgovia, 3 dicembre 1893 – Ascona, 18 giugno 1965), è stato un pittore tedesco.

## Biografia

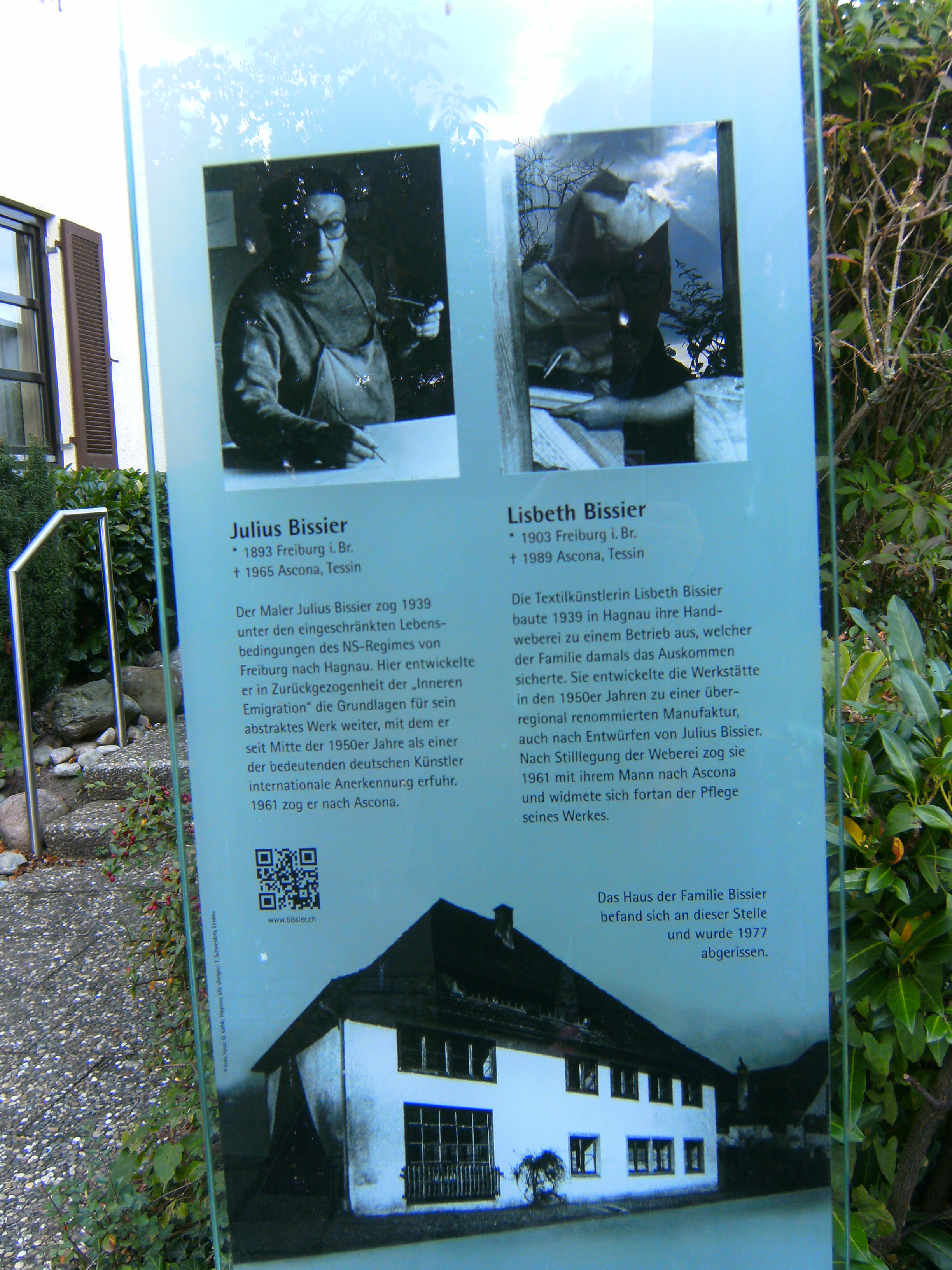
Hagnau sul lago di Costanza, in Germania, Seestraße. Targa Julius Bissier.

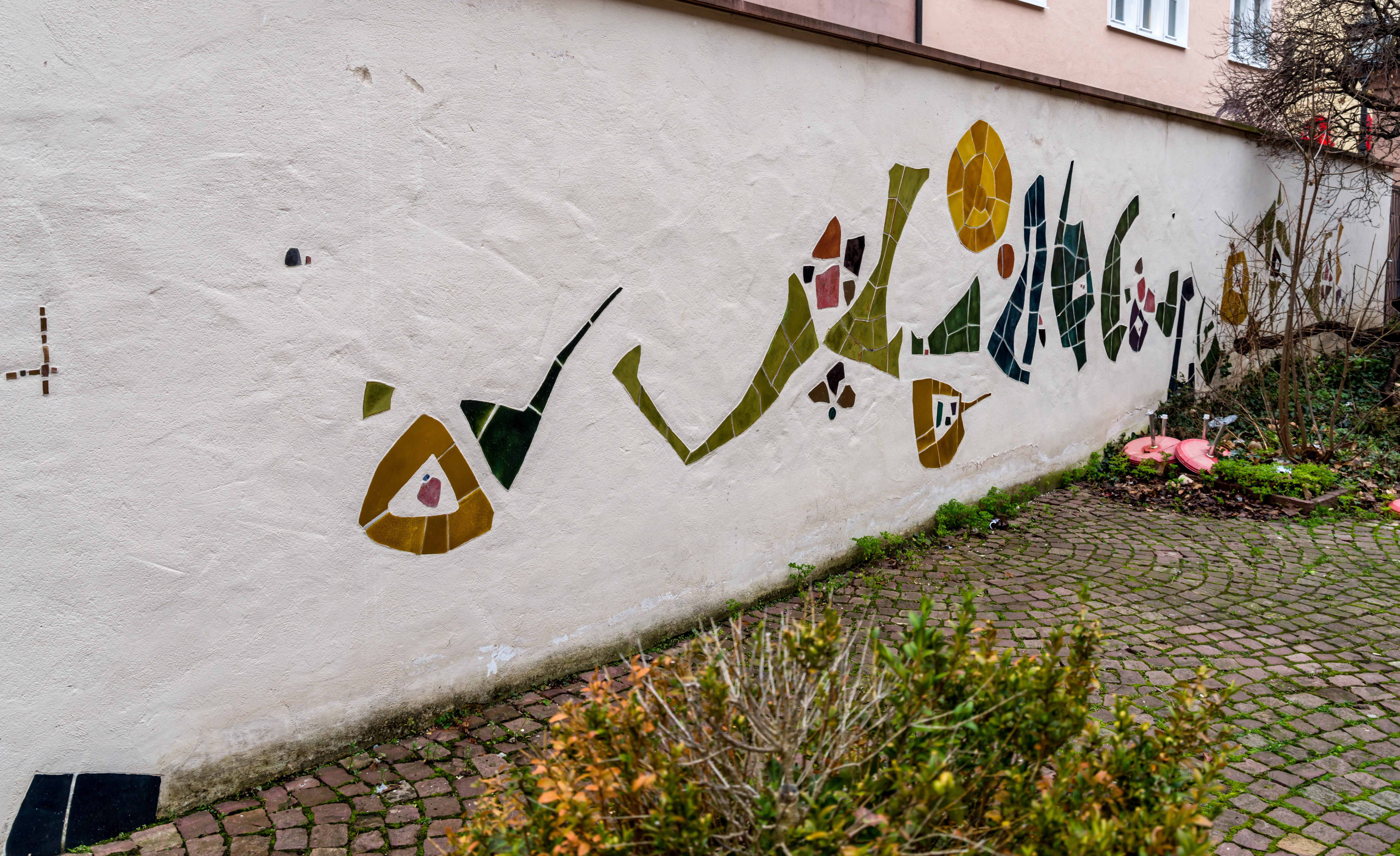
Mosaico murale (1955/1956) a Friburgo in Brisgovia

Julius Bissier nacque il 3 dicembre a Friburgo in Brisgovia, dove frequentò le scuole d'obbligo e incominciò a dipingere.
Il padre, già gravemente malato di arteriosclerosi e di stati depressivi morì nel 1907.
Bissier si avvicinò all'arte frequentando storia dell'arte all'Università di Friburgo nel 1913 e l'anno seguente studiò all'Accademia di belle arti di Karlsruhe, che sospese per partecipare alla prima guerra mondiale, nel 1914.
Durante il servizio militare conobbe Martin Heidegger, oltre che il pittore Hans Adolf Bühler, che apprezzò per la sua visione panteistica del mondo e dell'arte,e si indirizzò verso una pittura naturalistica ispirata a forme tradizionali.
Dal 1915 si occupò di pittura antica tedesca (Albrecht Altdorfer, Matthias Grünewald, Hans Holbein il Giovane) e di mistica tedesca (Meister Eckhart, Jacob Böhme, Giovanni Taulero, Enrico Suso), che ispirarono le sue opere, fino al 1922 caratterizzate da paesaggi primordiali, cosmici e figure di santi.
Nel 1919 conobbe il sinologo, etnologo e storico Ernst Grosse, che gli fece conoscere l'arte e la spiritualità dell'Asia orientale.
Nel 1920 realizzò la prima mostra personale a Friburgo e due anni dopo si sposò con Lisbeth Hofschneider.
Dal 1922 rinunciò alla stile di pittura utilizzato fino ad allora per dedicarsi a nature morte, paesaggi e ritratti eseguiti seguendo le indicazioni della Nuova oggettività. Grazie a questa svolta artistica, negli anni Venti aumentarono le mostre personali in Germania, il successo e arrivarono i primi riconoscimenti.
Nel 1929 soffrì di stati depressivi e per quanto riguarda l'arte si indirizzò verso l'arte astratta, l'astrazione spirituale,influenzata da Willi Baumeister, Constantin Brâncuși e Paul Klee, ma peculiare per le sue conoscenze della filosofia e arte cinese. Importanti in questo periodo risultarono i disegni ad inchiostro, eseguiti in un primo tempo in automatico, ma poi elaborati e incentrati su figure elementari indicanti la bipolarità della natura, maschio-femmina, attivo-passivo. Nell'integrazione di queste polarità si persegue una corrispondenza cosmica con l'armonia del creato, e si arriva a questa condizione grazie alla meditazione. Negli psicogrammi di Bissier, segni puramente astratti entrarono in contatto con forme stilizzate allusive alla natura.
Nel secondo dopoguerra si avvicinò alla xilografia, all'acquerello, alle miniature colorate e proseguì i lavori di china.
Dopo la sua partecipazione alla XXIX Biennale di Venezia (1958) raggiunse una fama internazionale, diventando membro onorario di numerose accademie ed effettuando mostre in tutto il mondo.
Le sue ultime innovazioni riguardarono l'introduzione del colore nelle sue opere e nuove variazioni magiche, basate su ritmi lenti di movimenti organici che diedero coesione alle semplici forme.
Nel 1961 Julius Bissier si trasferì ad Ascona, in Svizzera, dove morì il 18 giugno 1965.